# Concilio di Markabta
Il concilio di Markabta del 424 è il terzo dei concili nazionali della Chiesa d'Oriente, celebrato nella località chiamata Markabta di Tayyayé e venne convocato dal catholicos della Chiesa d'Oriente Mar Dadisho I.
Gli atti del concilio sono pervenuti sino a noi nel manoscritto edito da Jean-Baptiste Chabot nel 1902 con il nome di Synodicon orientale.
Il concilio proclamò l'autonomia della Chiesa siriaca orientale che, nel 484, aderì agli insegnamenti teologici di Teodoro di Mopsuestia. Esso si riunì indipendentemente da tutte le autorizzazioni religiose e nessuno dei vescovi "occidentali" vi prese parte. Viene considerato perciò il punto di partenza dell'indipendenza della Chiesa di Persia nei confronti di  Edessa e di Antiochia e il preludio al futuro scisma del Concilio di Efeso.

## Partecipanti
Oltre a Dadisho, furono 36 i vescovi che presero parte al concilio, tra cui 6 metropoliti e 30 vescovi.

### Metropoliti
- Agapito di Beit Lapat
- Osea di Nisibis
- Zabda di Pherat
- Daniele di Arbela
- Aqbalaha di Karka d'Beth Slokh
- Yazdad di Rew-Ardasir

### Vescovi
- Milis di Qardo
- Abdiso di Sostera
- Daniele di Arzun
- Sem'on di Hirta
- Abramo di Rima
- Yohanan di Nhargor
- Narsa di Karka
- Narsa di Ra(dan)i
- Mari di Kaskar
- Bata di Lashom
- Yausep di Hrbath Glal
- Yohanan di Austan Arzon
- Milis di Sostera
- Barsaba di Merv
- Yazdwi di Haryo
- Aprid del Sigistan
- Dawid di Abrasahar
- Domat (Domiziano) di Sawita d'Gorgan
- Dawid di Rai
- Adai di Ariwan
- Sasar di Beth Daraye
- Atiq di Beit Moksaye
- Artasahar di Armenia
- Qiris di Dasen
- Mara di Beth Bagas
- Aprahat di Ispahan
- Ardaq di Maskna di Qurad
- Yazdwi di Istahar
- Yohanan di Mazon
- Hatta, vescovo della cattività di Balaspar.[6]